# 套利投資組合
套利投資組合（英語：Arbitrage portfolio）是指不需增加风险也不需增加资本利得，就能賺取利润的投資組合。
这是在自由市場較不健全下產生的情形，但當市場達到均衡時，所有套利機會都會消失。市场中总会产生一些漏洞，一些发现这些漏洞的人会运用这种不均衡套利。例如：两个市场的差价，或同一品种未来的期权不同“蝶式价差”，“门德价差”等。
投机中一些漏洞只是暂时存在，有些是人为，有些是法律中的漏洞，有些是事物发展的偶然性产生的。但到一定的时候这些漏洞都会消失。